# Luhtajärvi (sjö i Finland)
Luhtajärvi är en sjö i Finland. Den ligger i kommunen Ranua i landskapet Lappland, i den norra delen av landet, 600 km norr om huvudstaden Helsingfors. Luhtajärvi ligger 143,7 meter över havet. Arean är 52,1 hektar och strandlinjen är 4,04 kilometer lång. Sjön  ingår i Ijo älvs huvudavrinningsområde.   
I övrigt finns följande vid Luhtajärvi:
- Ranuanjärvi (en sjö)
- Rekijärvi (en sjö)